# Cantone di Saint-Nicolas-de-Redon
Il Cantone di Saint-Nicolas-de-Redon era una divisione amministrativa dell'arrondissement di Châteaubriant.
È stato soppresso a seguito della riforma complessiva dei cantoni del 2014, che è entrata in vigore con le elezioni dipartimentali del 2015.
Comprendeva i comuni di:
- Avessac
- Fégréac
- Plessé
- Saint-Nicolas-de-Redon